# Carmen Rico Godoy
Carmen Rico Godoy (París, 30 d'agost de 1939 - Madrid, 12 de setembre de 2001) fou una escriptora, periodista i activa feminista espanyola.
Filla de la també periodista Josefina Carabias, va néixer a París en estar la seva mare exiliada a la capital francesa des de la Guerra Civil espanyola. El seu pare, socialista i republicà, va romandre a la presó pel règim franquista fins a 1944, any que tota la família es va reunir a Madrid. Gairebé immediatament es van exiliar als Estats Units. A la Universitat de Georgetown va estudiar Ciències Polítiques, graduant-se en 1958. A l'inici de la dècada de 1960, instal·lada a París, va començar a publicar en distints periòdics. Després de passar per Argentina, es va establir a Espanya en 1971.
La seva activitat periodística es va centrar en el nou i reeixit setmanari antifranquista, Cambio 16, del que en va ser cofundadora. També publicà en altres revistes, guions per a cinema i en l'edició dominical d'El País. La seva última novel·la, Fin de Fiesta, fou un comiat dels seus lectors, on tractava de l'envelliment.

## Anticatalanisme
Carmen Rico Godoy fou coneguda també per les seves posicions anticatalanistes. El dia 2 d'abril de 1981 escrigué al Diario 16 les següents injúries vers els catalans i la llengua catalana: 
| « | Que pesats se están poniend els catalans con la cuestió del seu idiome. Qu'ls eseñan el català en las ikastolas o donde plasca, pero que no casqueten els palets del personall. ¿Qué volen els catalans obligé a tut el monde qu'habita en Catalonia a parlar y escribar catalá? ¡No fotis tú! ¡Faltaba res! Preservar el idiome catalá está molt bé porqué es una lengua mol saladetta, molt maca, tan guturallment naturalll. Pero exigir la ofisialidad del catalá en els centres de currar es pasarse, machos... | » |

## Obres

### Novel·les
- Cómo ser mujer y no morir en el intento. (1990)
- Cómo ser infeliz y disfrutarlo (1991)
- La costilla asada de Adán (1996)
- Cortados, solos y con (mala) leche (1999)
- Fin de Fiesta (2001)
- Tirar a matar (2001, inacabada)

### Assaigs
- La neurona iconoclasta.
- Bajo el ficus de La Moncloa.
- Tres mujeres.

### Guions cinematogràfics
- (1988) Miss Caribe, de Fernando Colomo
- (1991) Cómo ser mujer y no morir en el intento d'Ana Belén
- (1994) Cómo ser infeliz y disfrutarlo, d'Enrique Urbizu.
- (2000) El paraíso ya no es lo que era, de Francesc Betriu

## Premis
- 1997 - Premi de Periodisme Francisco Cerecedo de la secció espanyola de l'Associació de Periodistes Europeus.